# El Loco (Tarot)

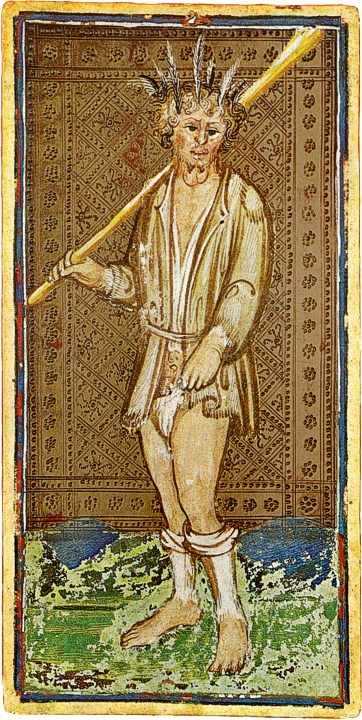
Versión Visconti-Sforza

El Loco o el Bufón es una de las 78 cartas del tarot. En el tarot ocultista, forma parte de los 22 arcanos mayores y a menudo se presenta sin número, aunque a veces se le asigna el número 0 al principio o el número 22 al final. En los juegos tradicionales de tarot, esta carta no tiene un número y no se incluye entre los 21 triunfos, ya que sólo sirve para un único propósito.

## Iconografía
El Loco es conocido como «The Fool» en el Tarot Rider-Waite, «Le Mat» o «Le Fol» en el Tarot de Marsella y «Il Matto» en muchas barajas italianas de tarot. Esta palabra arcaica significa podría estar relacionada con una expresión equivalente a «jaque mate» en los juegos de cartas populares que utilizaban las barajas de tarot.
En las primeras barajas, El Loco suele representarse como un vagabundo o un errante. En el Tarot Visconti-Sforza, viste harapos y medias sin zapatos, lleva un bastón a su espalda y parece tener plumas en su cabello. Su barba desordenada y las plumas podrían hacer alusión al hombre salvaje o primitivo. Otra imagen antigua que sigue esta tradición se encuentra en la primera (y menor) serie del llamado Tarot de Mantegna. Esta serie de pinturas, que incluye imágenes de roles sociales, figuras alegóricas y deidades clásicas, comienza con El Misero, una representación del vagabundo apoyado en un bastón. Una imagen similar se puede encontrar en el Hofämterspiel alemán, donde El Loco (llamado «Narr» en alemán) aparece como un hombre descalzo, con campanas en su capucha y tocando una gaita.
El Tarot de Marsella y otras barajas relacionadas también representan a un hombre descalzo, llevando lo que podría ser un sombrero de bufón, siempre con un paquete que contiene sus pertenencias atado a un bastón apoyado en su hombro. A menudo se le muestra siendo atacado por un animal, que puede ser tanto un perro como un gato, rompiendo sus pantalones.
En el Tarot Rider-Waite y en otros tarots esotéricos diseñados para la cartomancia, El Loco aparece como un joven que avanza inconsciente hacia el borde de un precipicio. Lo acompaña un pequeño perro y sostiene una rosa (símbolo de libertad y deseo) en una mano, mientras en la otra lleva un pequeño morral con sus pertenencias, simbolizando el conocimiento colectivo aún sin explorar.

## Simbología
Al Loco en su calidad de personaje inocente e intrépido que es imbuido en el viaje esotérico o iniciático se le asocia con el héroe solitario que alcanza el conocimiento oculto para combatir el mal y ha sido asociado con, por ejemplo, Parsifal o con el propio Rey Arturo en el ciclo artúrico, y con personajes más recientes como Frodo en El Señor de los Anillos, Luke Skywalker en la Guerra de las Galaxias, Neo en Matrix y Harry Potter en la saga homónima. En el Tarot de Trinity Blood se le representa por Abel Nightroad.
El Loco es la quintaesencia del Mito del Héroe representado en tantos textos, leyendas, novelas y películas.

### Vestimenta y elementos[6]
- Traje de bufón: En el Tarot de Marsella el personaje de El Loco está vestido de bufón, usando sombrero y cascabeles. Su vestimenta representa despreocupación, juventud y caos. Sus zapatos rojos son símbolo de la capacidad para seguir adelante.

- Atado / bolsa: Lleva una bolsa a la espalda en la que lleva sus objetos personales, simbolizando los orígenes, aprendizajes del pasado y cargas familiares, pero también los aprendizajes que vendrán en el futuro.
- 2 varas: Lleva dos varas consigo. Una la usa para cargar su atadio y otra para impulsarse mientras camina. La vara es un símbolo de poder dentro del Tarot, y el uso práctico que El Loco da a ambos objetos simboliza la irreverencia por el poder y status.
- El animal: El  Loco tiene un animal rasgando sus ropas como representación de las influencias externas que intervienen en el camino. Tarotistas suelen describir que el animal tiene intención de detener al Loco, pero este no hace caso y sigue adelante. No hay un consenso claro de qué animal es. En algunas versiones de tarot tiene rasgos felinos, y en otras más parecidos a los de un canino.
- Camino agreste: El camino que sigue el Loco es difícil e irregular, tiene plantas y ondulaciones. En el Tarot de Marsella aparece cruzando un río o charco, incluso. Esto representa la capacidad de seguir adelante con confianza en uno mismo a pesar de lo difícil o incierto del futuro.
- Precipicio[7]: En el Tarot de Rider-Waite, el Loco aparece al borde de un precipicio del cual parece estar a punto de caer. Esto representa los peligros que le acechan y que no es capaz de ver debido a su despreocupación e imprudencia juvenil.